# Línea de alta velocidad Narbona-Toulouse
La nueva línea Toulouse-Narbonne, también conocida como LGV Toulouse-Narbonne o LGV Lauragais, es un proyecto de línea de alta velocidad que a fines de 2023 no está programado.
El proyecto está destinado a conectar las ciudades de Toulouse y Narbonne con el fin de conectar el LGV Burdeos-Toulouse con la nueva línea Montpellier-Perpiñán, pasando esta última por Narbona.